# Maria Rydqvist
Maria Rydqvist, née le 22 mars 1983 à Varnamo, est une fondeuse suédoise qui a débuté en équipe nationale en 2001.
Au niveau international, son meilleur résultat est une quatrième place sur le dix kilomètres libre aux Mondiaux de Falun en 2015.

## Palmarès

### Championnats du monde
| Épreuve / Édition        | Sprint                           | Sprint                           | 10 km                            | 10 km                            | Poursuite / Skiathlon 2 × 7,5 km | 30 km | Relais | Relais                   |
| Épreuve / Édition        | libre                            | classique                        | libre                            | classique                        | Poursuite / Skiathlon 2 × 7,5 km | 30 km | Sprint | 4 × 5 km                 |
| Mondiaux 2005 Oberstdorf | Épreuve inexistante à cette date | —                                | 35e                              | Épreuve inexistante à cette date | —                                | —     | —      | —                        |
| Mondiaux 2007 Sapporo    | Épreuve inexistante à cette date | —                                | —                                | Épreuve inexistante à cette date | 21e                              | —     | —      | 8e                       |
| Mondiaux 2011 Oslo       | —                                | Épreuve inexistante à cette date | Épreuve inexistante à cette date | 6e                               | —                                | —     | —      | —                        |
| Mondiaux 2015 Falun      | Épreuve inexistante à cette date | —                                | 4e                               | Épreuve inexistante à cette date | 9e                               | —     | —      | Médaille d'argent, monde |

Légende :
- : première place, médaille d'or
- : deuxième place, médaille d'argent
- : troisième place, médaille de bronze
- : pas d'épreuve
- — : Non disputée

### Coupe du monde
- Elle a pris son premier départ en Coupe du monde à Borlänge en mars 2003.
- Son meilleur classement général est la 27e place obtenue lors de la saison 2014-2015.
- Son meilleur résultat individuel est une 10e place. Elle s'est aussi classée douzième du Tour de ski 2014-2015.
- 4 podiums en équipes : 1 deuxième place et 3 troisièmes places.

### Championnats du monde juniors
- Médaille d'argent du 15 km départ en ligne à Sollefteå en 2003.